# Gerhard Halfred von Koch

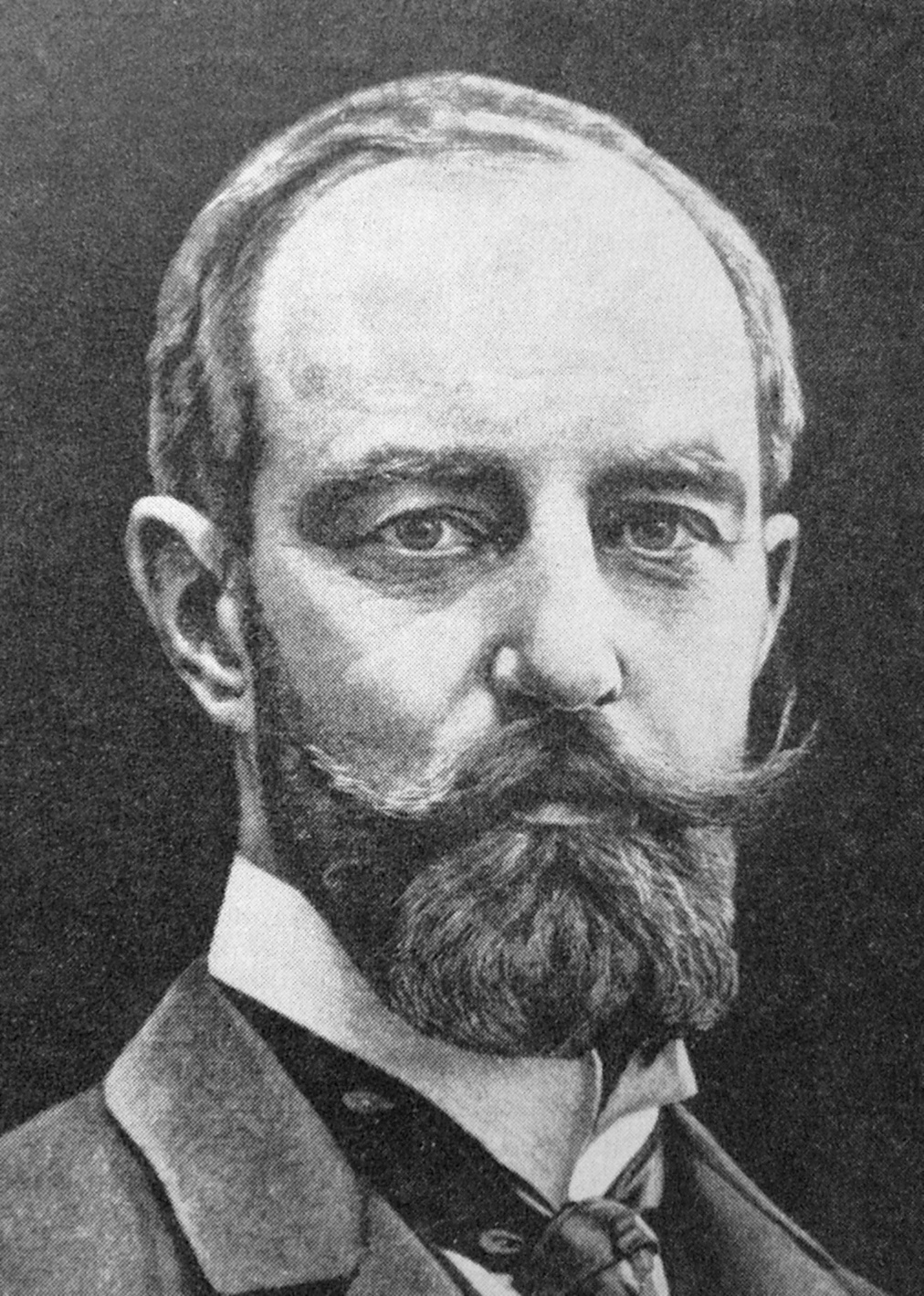
Gerhard Halfred von Koch

Richert Gerhard Halfred von Koch (Aussprache [ˌ ʝæːɹhaɹd ˌhalːfɹed fɔnˈkɔkː], * 13. Januar 1872 in Stockholm; † 16. März 1948 ebenda) war ein liberaler schwedischer Sozialpolitiker.
Von Koch stammte aus einer wohlhabenden und begabungsreichen Familie. Sein Bruder Helge von Koch war Mathematiker, Sigurd von Koch, ein anderer Bruder, war Komponist.
Gerhard Halfred von Koch war zunächst Gutsverwalter mehrerer großer Landwirtschaftsbetriebe, trat aber bald als Sozialpolitiker hervor. Nach mehreren Englandreisen publizierte er eine einflussreiche Schrift über die britische Konsumgenossenschaftsbewegung und trat als Hauptinitiator der konsumgenossenschaftlichen Großeinkaufsgesellschaft Kooperativa Förbundet auf, deren Gründungssekretär er von 1899 bis 1905 war. Von Koch engagierte sich auch bei der Gründung des schwedischen Volksbildungsverbandes im Jahr 1903 und bei der im gleichen Jahr erfolgten Gründung des Zentralverbandes für Sozialarbeit. 1919 bis 1938 war Gerhard Halfred von Koch staatlicher Armeninspektor, 1939 bis 1941 war er Vorsitzender der staatlichen Flüchtlingshilfe.
1915 bis 1926 vertrat von Koch als freisinnig Liberaler den Landkreis Örebro in der ersten Kammer des schwedischen Reichstags.